# Acqua alle funi

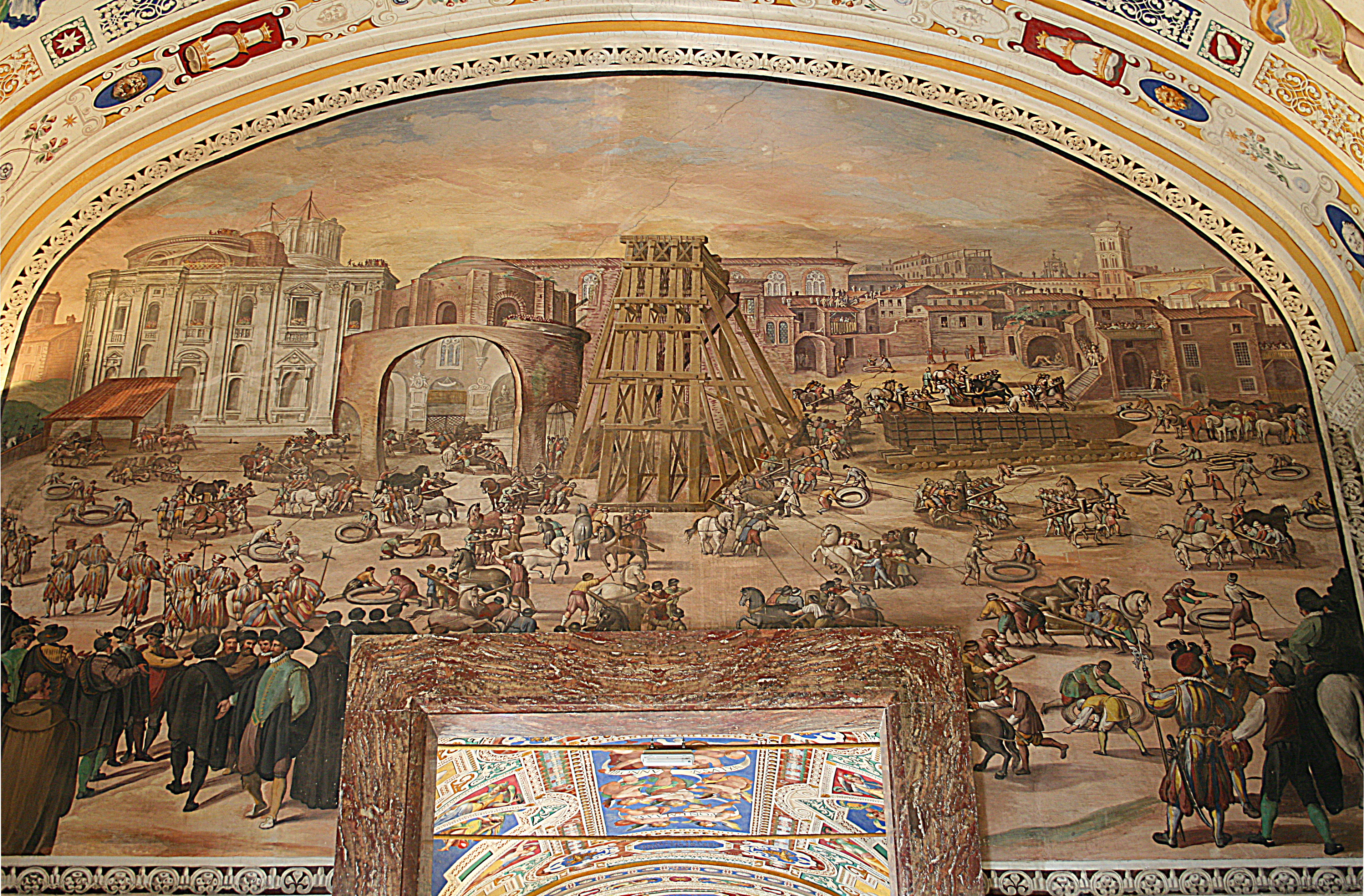
Erezione dell'Obelisco Vaticano in Piazza San Pietro. Affresco (1685-1688) nella Biblioteca Apostolica Vaticana.

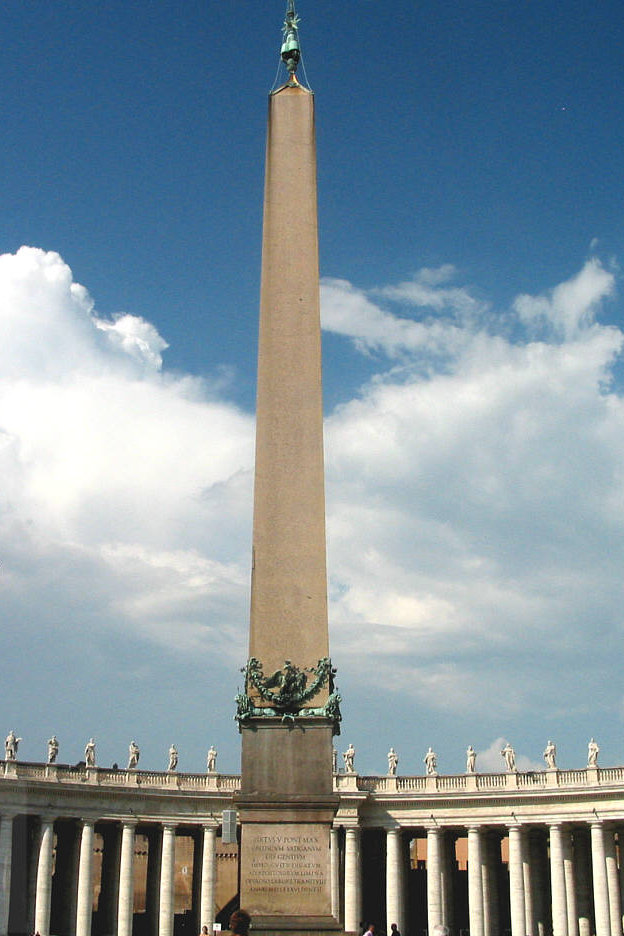
L'Obelisco Vaticano in piazza San Pietro

Acqua alle funi (Àiga ae corde!) è una frase che fu gridata a Roma in piazza San Pietro durante l'innalzamento dell'obelisco situato al centro della piazza.

## Storia
Nel 1586 papa Sisto V, volendo abbellire piazza San Pietro, ordinò che vi fosse innalzato il grande obelisco che tuttora vi si ammira, ma che a quel tempo si trovava dietro la Basilica Vaticana. L'obelisco era posto ad una estremità del Circo di Nerone, per volere di Caligola trasportato a Roma da Eliopoli, dove si trovava nel Forum Iulii.
Il lavoro, che venne affidato all'architetto ticinese Domenico Fontana, presentava gravi difficoltà. L'obelisco pesava 350 tonnellate ed era alto 25 metri, perciò il Fontana dovette far calcoli su calcoli e impegnare impalcature, argani e carrucole. Per azionare il tutto si ingaggiarono 800 uomini e 140 cavalli. Il 10 settembre 1586 l'obelisco doveva essere innalzato e, visti i pericoli inerenti al lavoro e l'assoluta priorità che i vari ordini fossero uditi distintamente da tutte le squadre, fu diramato l'ordine agli operai e alla folla presente di non fiatare. Per chi avesse lanciato il minimo grido c'era la pena di morte e all'uopo c'erano già sul luogo la forca ed il boia.
L'obelisco era quasi a posto quando si videro le funi surriscaldarsi pericolosamente, con il rischio che prendessero fuoco. Il monolito sarebbe caduto rovinosamente a terra. Allora nel gran silenzio si levò una voce temeraria a gridare: Daghe l'àiga ae corde! (espressione della lingua ligure, varietà occidentale) per "Acqua alle funi!".
Il consiglio fu seguito subito dagli architetti con ottimo risultato. A sventare il pericolo era stato il capitano Benedetto Bresca, marinaio ligure di Sanremo, che sapeva bene che le corde di canapa si scaldano per la frizione degli argani e inoltre si accorciano quando vengono bagnate.
Bresca fu subito arrestato, ma Sisto V come ricompensa invece della punizione gli diede larghi privilegi, una lauta pensione e il diritto di issare la bandiera pontificia sul suo bastimento. Inoltre Bresca avrebbe chiesto ed ottenuto il privilegio, per sé e per i suoi discendenti, di fornire le palme alla basilica di San Pietro, e alla Corte pontificia durante la Cappella Papale per la Settimana Santa. Terminati i discendenti della Famiglia Bresca, tale privilegio è poi passato alla città di Sanremo che assieme alla diocesi di Ventimiglia-Sanremo l’ha conservato fino ad oggi facendolo diventare una tradizione plurisecolare. Ancora oggi Bresca viene ricordato nella sua città natale, Sanremo, che gli ha dedicato una piazza nel centro storico con una fontana abbellita da un piccolo obelisco a memoria imperitura dell’impresa di Bresca e del privilegio sanremese delle palme fornite al Papa.

## Utilizzo
La frase (anche nella variante "Acqua alle corde!") è oggi in disuso, ma viene talvolta usata per esaltare l'importanza del coraggio, della risolutezza e della presenza di spirito di qualcuno davanti ad un problema difficile, anche se c'è il rischio di pesanti conseguenze personali.
In altri casi si tratterebbe di una specie di grido d'allarme dato da chi si accorge di un'emergenza improvvisa e invita a porvi immediatamente riparo. La frase implica la necessità di agire.